# Affoué Delphine Noël
Affoué Delphine Noël , née en 1976, est une femme politique et juriste ivoirienne. Membre du bureau politique du Parti démocratique de Côte d'Ivoire (PDCI-RDA), elle est ensuite membre du bureau politique du Rassemblement des houphouëtistes pour la démocratie et la paix (RHDP).

## Biographie

### Études
Affoué Delphine Noël obtient en 2002 sa maîtrise en droit privé option carrière judiciaire à l'université de Bouaké. 

## Carrière politique
Militante du PDCI-RDA, elle dirige l'Union des femmes du PDCI (UFPDCI) de la commune de Cocody de 2006 à 2018. Elle est l'une des plus jeunes à siéger au sein du bureau politique du PDCI, une structure largement masculine.
Elle est suppléante de la députée de Cocody, Yasmina Ouegnin, de 2011 à 2016, avant de devenir en 2017 la présidente du réseau des cadres du PDCI-RDA. 
Affoué Delphine Noël est désignée en 2015 par le président Alassane Ouattara comme directrice départementale adjointe de campagne pour l'élection présidentielle de 2015 à laquelle il se représente, puis lors du référendum de 2016.
En plus de sa fonction de député suppléante, elle occupe les postes de 6e adjointe au maire et présidente de la Commission des affaires sociales de la mairie de Cocody de 2013 à 2018. À 41 ans, elle est mentionnée parmi les 20 femmes politiques les plus influentes de la Côte d'Ivoire.
Affoué Delphine Noël est exclue du PDCI en octobre 2018 avec d'autres cadres du parti car elle fait campagne pour le RHDP aux élections municipales et régionales de 2018. Elle rejoint officiellement le RHDP et son bureau politique. Elle est candidate du RHDP aux élections législatives de 2021 dans la circonscription de Cocody mais est battue par Yasmina Ouegnin.